# Longqing

Kaiser Longqing

Longqing (chinesisch 隆慶; * 4. März 1537; † 5. Juli 1572), Geburtsname: Zhu Zaiji (chinesisch 朱載坖), Tempelname Muzong (chinesisch 穆宗), war der zwölfte chinesische Kaiser der Ming-Dynastie. Er regierte von 1567 bis 1572 über China.

## Leben
Prinz Zhu Zaijis Vater Kaiser Jiajing mochte seinen ältesten Sohn nicht und hätte es lieber gesehen, wenn sein um einen Monat jüngerer Sohn das Erbe angetreten hätte. Doch durch das Recht des Älteren auf Vorrang bestieg Zhu Zaiji im Jahr 1567 als Longqing-Kaiser mit 29 Jahren den Thron. Von seinem Vater von der Regierung ausgeschlossen, war Longqing ohne jede Erfahrung in der Politik. Eher ruhig und ohne persönliche Ambitionen, war er unentschlossen in Entscheidungen, blieb still bei Hofaudienzen, hielt seine Minister auf Distanz und bevorzugte ein zurückgezogenes Leben in kaiserlichem Luxus. Dennoch galt er als aufgeschlossen und liberal.
Unter seiner Herrschaft trat eine Besserung der Lage ein, die mit dem Schwinden der äußeren Gefahren immer deutlicher wurde. Longqing zählte als aufgeklärter Autokrat, der viel Wert auf soziale Gerechtigkeit und Reformen legte. Er korrigierte die Fehler der Jiajing-Herrschaft, begnadigte die ungerecht bestraften Beamten seines Vaters und verbannte die Daoisten vom Hof. Auch zeigte er Talent bei der Besetzung der höchsten Staatsämter. Allen voran erwies sich Minister Zhang Juzheng als außerordentlich begabt. Unter dessen Beratung begann Longqing eine liberale Reformpolitik:
Die Hofausgaben wurden eingeschränkt, die von den Großgrundbesitzern ausgebeuteten Kleinbauern wurden in Schutz genommen und es kam zu einer Regulierung des Gelben Flusses sowie des Huai. Für den Unterhalt der Flussdämme wurde der aufrichtige und tüchtige Verwaltungsbeamte Pan Jixun (1521–1595) für die nächsten 29 Jahre lang der Behörde vorgesetzt.
Außenpolitisch wurde 1570 mit den Mongolen unter Altan Khan Frieden geschlossen, zugleich akzeptierten die Mongolen 1573 einen Status als Vasallen. Longqing förderte zunehmend den Außenhandel, öffnete China wieder vermehrt für ausländische Händler und baute den Kontakt mit anderen Ländern in Asien und Europa aus. Die Seemachtsposition Chinas wurde wiederhergestellt, insbesondere weil die japanischen Wokou an der chinesischen Küste immer lästiger wurden. Durch den Bau befestigter Hochseehäfen in Zhejiang und Fujian sowie den Aufbau einer neuen Kriegsflotte konnte das Problem beseitigt werden.
Der Longqing-Kaiser starb nach nur fünf Jahren Amtszeit 1572 und hinterließ einen achtjährigen Knaben als Erben, der als Wanli den Thron übernahm.